# Hrvatski sabor 1865. – 1867.
Na izborima za Hrvatski sabor 1865. pobijedila je udružena oporba Narodne i Unionističke stranke, unatoč pritiscima centralističke Schmerlingove vlade iz Beča, čiju politiku u Hrvatskoj predvodi gubitnička Samostalna narodna stranka Ivana Mažuranića. Usprkos pritiscima vlade, također su izabrana i četiri pravaša: Ante Starčević, Dragutin Accurti, Vjenceslav Urpani i Erazmo Barčić.
Hrvatski sabor sastao se je 12. studenoga 1865., da bi po kraljevu nalogu odredio svoj stav o zajedničkim poslovima Monarhije, na temelju Listopadske diplome i Veljačkog patenta, da bi se izjasnio o odnosima Ugarske i Hrvatske, koje je trebalo utvrditi sporazumom između dva sabora, te da bi poslao svoje zastupnike u Ugarski krunidbeni sabor, koji je imao pripremiti sve za krunidbu Franje Josipa za kralja Ugarske, Dalmacije, Hrvatske i Slavonije. Većina zastupnika tada je prihvatila adresu Franje Račkoga, kojom je većina Hrvatskog sabora napustila svoje odbijanje zajedničkih poslova s Austrijom iz 1861., pa je vladar u svojem odgovoru na adresu naredio da se izabere odbor koji bi pregovarao s odborom Ugarskog sabora o odnosima između Hrvatske i Ugarske te zajedničkim poslovima Monarhije, no ti razgovori ubrzo propadaju.
Već potkraj lipnja 1866., na početku austrijsko-pruskog rata, mađarski su predstavnici pregazili hrvatsku državnost u nacrtu za Austro-ugarsku nagodbu. S obzirom na poraz Austrije od Pruske, Austrija je morala, da bi učvrstila svoj položaj, popustiti Madžarima. Poraz Habsburške Monarhije u svakom je slučaju pobudio nade protivnika u njezinu skoru propast. Na to su računali predstavnici Strossmayerove Narodne stranke i pravaši. Starčević je djelovao na buđenju svijesti u Hrvatskoj. Austrija je također podilazila narodu, potičući mitove o Nikoli Šubiću Zrinskom i Josipu Jelačiću. Starčević i Eugen Kvaternik (koji je za vrijeme zasjedanja Sabora bio u inozemstvu) tome suprotstavljaju pogibiju Petra Zrinskog i Frana Krste Frankapana. Prihvaćanjem Austro-ugarske nagodbe u Austrijskom vijeću i Ugarskom saboru (1867.), mogućnosti ujedinjenja hrvatskih zemalja uvelike su se smanjile. Dalmacija i Istra pripojene su austrijskom dijelu, a Hrvatska i Slavonija ugarskom. Vojna krajina i dalje je bila pod izravnom bečkom upravom.
Na Saboru koji je zasjedao 1. svibnja 1867. govorio je i Starčević, izjasnivši se protiv zajedničkih poslova. Tada na scenu stupa i novo pravaško oružje za borbu protiv narodnjaka, a to je bio političko-satirički list Zvekan, koji je bio dostupan samo užem krugu čitateljstva, no njegov utjecaj je bio velik. Najznačajniji Starčevićev spis u Zvekanu bio je Bi-li k Slavstvu ili ka Hrvatstvu, koji predstavlja kamen temeljac za razumijevanje njegova ideološkog sustava. Godinu dana kasnije zamjenjuje ga politički časopis Hervat. U težnji da podigne i učvrsti hrvatsku nacionalnu samosvijest, Starčević je naročito nastojao uvjeriti Hrvate da su oni po svojem podrijetlu gospodujući narod i da je „robovanje“ Beču i Pešti u punoj suprotnosti s duhom hrvatskog naroda. Godine 1868. sprovedena je u život i Hrvatsko-ugarska nagodba, u čijem je sastavljanju glavnu riječ imala ugarska deputacija, te koja će kasnije imati važnu ulogu u rastu popularnosti pravaša, zbog gubitka samostalnosti i državne individualnosti Hrvatske.

## Članovi
- Predsjednik: Josip barun von Šokčević, ban Kraljevina Dalmacije, Hrvatske i Slavonije[1]
- Prvi potpredsjednik: Emerich Šuhaj, J.Dr.
- Drugi potpredsjednik: Jovan Subotić, J.Dr., član Stola sedmorice

zastupnici virilisti
- grof Juraj Drašković, podmaršal
- grof Stjepan Drašković
- episkop Nikanor Gruić, episkop slavonski
- kardinal Juraj Haulik von Varallya, nadbiskup zagrebački
- barun Lazar Hellenbach
- grof Đuro Jelačić, podmaršal
- grof Anton Jelačić, podmaršal
- Stjepan Josipović, župan turopoljski
- biskup Ivan Kralj, prepošt zagrebačkog kaptola
- barun Emil Kavanagh
- grof Oskar Keglević
- Ivan Kukuljević Sakcinski, veliki župan zagrebački
- Svetozar Kušević von Blacko, veliki župan srijemski
- grof Hinko Khuen
- grof Anton Khuen
- grof Miroslav Kulmer
- patrijarh Samuilo Maširević, mitropolit karlovački
- episkop Lukijan Nikolajević, episkop gornjokarlovački
- grof Arthur Nugent
- barun Žiga Ottenfels
- grof Robert Oršić
- grof Koloman Oršić
- grof Moriz Oršić
- grof Viktor Oršić
- grof Stjepan Oršić
- barun Gustav Prandau
- grof Petar Pejačević
- grof Pavao Pejačević
- grof Ladislav Pejačević ml.
- barun Levin Rauch
- barun Juraj Rauch
- barun Juraj Rukavina, vice-notar.
- Bartol Smaić, veliki župan riječki
- grof Dioniz Sermage
- grof Rikard Sermage
- biskup Đuro Smičiklas, biskup križevački
- biskup Josip Juraj Strossmayer, biskup đakovačko-srijemski
- biskup Vjenceslav Soić, biskup-koadjutor senjski
- Miroslav Špun-Strižić, veliki župan požeški
- Ljudevit von Farkaš Vukotinović, veliki župan križevački

zastupnici kaptola, konzistorija, manastira i Pravoslovne akademije
- Lukas Petrović, kanonik (Zagrebački kaptol)
- Ivan Boleslavski, kanonik (Čazmanski kaptol)
- Franjo Rački, kanonik (Đakovački kaptol)
- Ivan Fiamin, kanonik (Riječki kaptol)
- Pavao Nikolić, proto-prezbiter (Karlovački konzistorij)
- Samuilo Popović, proto-prezbiter (Karlovački konzistorij)
- Konstantin Bukvić, kanonik (Križevački grkokatolički kaptol)
- Vinko Merzljak, kanonik (Modruški kaptol)
- Stjepan Babić, proto-prezbiter (Pakrački konzistorij)
- Anton Sokubić, kanonik (Senjski kaptol)
- iguman Danilo Petrović (zastupnik svih pravoslavnih manastira)
- Pavao Muhić, J.Dr. (ravnatelj Pravoslovne akademije)

zastupnici slobodnih kraljevskih gradova i trgovišta
- Mirko Bogović (Zagreb)
- Ante Starčević (Zagreb)
- Emerich Šuhaj (Zagreb)
- Robert Zlatarović (Zagreb)
- Franjo Kružić (Karlobag)
- Avelin Čepulić (Bakar)
- Faustin Supe (Bakar)
- Anton Jordan (Karlovac)
- Eduard Mihalić (Karlovac)
- Franjo Vranić (Karlovac)
- Ivan Mažuranić (Daruvar)
- Josip Miškatović (Đakovo)
- Franjo Šagovac (Đakovo)
- Lavoslav Šram (Draganić, Petrovina, Domagović)
- Pavao Kolarić (Osijek)
- Stjepan Kugler (Osijek)
- Josip Prukner (Osijek)
- Franjo Pinterović (Osijek)
- Ivan Ciota (Rijeka)
- Kasimir Kožulić (Rijeka)
- Ivan Martini (Rijeka)
- Ernest Verneda (Rijeka)
- barun Dragojlo Kušlan (Jastrebarsko)
- Janko Car (Krapina)
- Andrija Ostriš (Koprivnica)
- Mato Toljan (Koprivnica)
- Janko Predojević, kanonik (Križevci)
- Franjo Sviličić (Križevci)
- Šandor Teodorović (Pakrac)
- Miroslav Kraljević, podžupan (Požega)
- Philipp Taller, gradonačelnik (Požega)
- Mirko Bertalan (Ruma)
- Stjepan Jancso (Ruma)
- Svetozar Miletić (Ruma)
- Ivan Jurčić (Samobor)
- Eduard Šuljok (Samobor)
- Vladovid Zorac (Sisak)
- Josip Akšamović (Turopolje)
- Aurel Kušević (Turopolje)
- Ladislav Kukuljević (Varaždin)
- August Lukinac (Varaždin)
- Maksim Maler, ing. (Varaždin)
- Anton Melinčević, gradonačelnik (Varaždin)
- Simo Dragašević (Vinkovci)
- Mirko Hervat (Virovitica)
- Živko Kirjaković, podžupan (Vukovar)
- Ladislav Najpar (Vukovar)
- Dragutin Akurti (Senj)
- Vatroslav Vinski, kanonik (Senj)

zastupnici kotareva
- Dragutin Jelačić (Zagreb)
- Josip Vranicani, dr. (Banija)
- Benjamin Kraljević (Bektež)
- Ladislav Kiš (Bela)
- Tito Ožegović (Bistrica)
- Jovan Subotić, septemvir (Bobocka)
- Erazmo Barčić (Bribir)
- Marijan Derenčin (Bakar)
- Maksim Prica, septemvir (Buđanovec)
- Gyuro Nović (Cerević)
- Dioniz Blažić (Černik)
- Adolf Veber (Čabar)
- Alexander Virag (Daruvar)
- Vjekoslav Benja (Delnice)
- Ivan Laudenbach (Đakovo)
- Mihalj Pavlinović (Đakovo)
- Matija Mrazović (Dugo Selo)
- German Anđelić, arhimandrit (Erdevik)
- Stjepan Nikolajević (Erdevik)
- Ivan Šedel (Osijek)
- Ante Stojanović (Osijek)
- Ivan Pintar, ing. (Gorica)
- Jovan Rogulić (Inđija)
- Mihalj Polit (Irig)
- Jovan Živković (Irig)
- Stjepan Vuković (Ivanec)
- Antun Zoričić (Jastrebarsko)
- Andrija Zidarić (Koprivnica)
- Josip Briglević (Krapinske Toplice)
- Martin Ožegović (Križevci)
- Josip Špun (Kutina)
- Juraj Safarić (Ludbreg)
- Petar Horvat (Mihovljan)
- Anton Regen (Miholjac)
- Ivan Ožegović, podžupan (Moslavina)
- Josip Babić (Našice)
- Ivan Vončina, podžupan (Novi Vinodolski)
- Ferdinand Krajačić (Novi Dvori)
- Franjo Zužel (Novi Marof)
- Josip Torbar (Ozalj-Krašić)
- Tomo Milanković (Pakrac)
- Napoleon Špun-Strižić (Pleternica)
- Stjepan Pavleković (Prečec)
- Juraj Ceboci (Mali Tabor)
- Antun Matić (Tovarnik)
- Josip Rasum (Samobor)
- Mihaljo Klaić (Severin)
- Franjo Lovrić (Sisak)
- Ivan Kralj (Stubica)
- Ivan Perkovac (Sveti Ivan)
- Luka Petričević (Sveti Ivan)
- Stjepan Hervić (Sveti Križ)
- grof Konstantin Norman (Valpovo)
- Ivan Stahuljak (Valpovo)
- Koloman Bedeković Komorski (Varaždinske Toplice)
- Alexander Peičić (Velika)
- Žiga Farkaš (Vrbovec)
- Anton Vakonović (Vrbovsko)
- Mavro Broz (Vinica)
- Venceslav Urpani (Vinodol-Grobnik)
- Pavao Lalić (Virovitica)
- Ivan Sauer (Voćin)
- Kasimir Jelačić (Zlatar)

zastupnici graničarskih pukovnija
- Adam Kovarbašić, satnik (I. banska graničarska pukovnija)
- Josip Poljak, natporučnik (I. banska graničarska pukovnija)
- Josip Runjanin, satnik (I. banska graničarska pukovnija)
- Mojsija Tarbuk, bojnik (I. banska graničarska pukovnija)
- Gjuro Dolensčak, potpukovnik (II. banska graničarska pukovnija)
- Ivan Iliašević, satnik (II. banska graničarska pukovnija)
- Vaso Sekulić, vodnik (II. banska graničarska pukovnija)
- Raimund Varešanin, potpukovnik (II. banska graničarska pukovnija)
- Samuel Gerber, satnik (Brodska graničarska pukovnija)
- Theodor Novaković, potpukovnik (Brodska graničarska pukovnija)
- Franjo Stojan, potpukovnik (Brodska graničarska pukovnija)
- Marko Terbuhović, bojnik (Brodska graničarska pukovnija)
- Bartol Grabić, satnik (Gradiška graničarska pukovnija)
- Andrija Olujević, satnik (Gradiška graničarska pukovnija)
- Maksim Pesić, pukovnik (Gradiška graničarska pukovnija)
- Glišo Zastavniković, (Gradiška graničarska pukovnija)
- Gjuro Bach, bojnik (Lička graničarska pukovnija)
- Ivan Sarić, potpukovnik (Lička graničarska pukovnija)
- Gjuro Skender, satnik (Lička graničarska pukovnija)
- Ivan Tomičić, satnik (Lička graničarska pukovnija)
- Nestor Borojević, satnik (Ogulinska graničarska pukovnija)
- Franjo Mihanović, potpukovnik (Ogulinska graničarska pukovnija)
- Ivan Popović, proto-prezbiter (Ogulinska graničarska pukovnija)
- Antun Ratkuvić, satnik (Ogulinska graničarska pukovnija)
- Matija Elger, potpukovnik (Otočka graničarska pukovnija)
- Josip Nolden, bojnik (Otočka graničarska pukovnija)
- Dioniz Paić, satnik (Otočka graničarska pukovnija)
- Arsenija Prodanov, pukovnik (Otočka graničarska pukovnija)
- Mihalj Gergurić, potpukovnik (Slunjska graničarska pukovnija)
- Stanislav Rašić, satnik (Slunjska graničarska pukovnija)
- Ivan Ternski, bojnik (Slunjska graničarska pukovnija)
- Gedeon Zastavniković, pukovnik (Slunjska graničarska pukovnija)
- Procop Adler, pukovnik (Varaždinsko-đurđevačka graničarska pukovnija)
- Alexander Bojčeta, potpukovnik (Varaždinsko-đurđevačka graničarska pukovnija)
- Ivan Malinarić, satnik (Varaždinsko-đurđevačka graničarska pukovnija)
- Milan Skorić, bojnik (Varaždinsko-đurđevačka graničarska pukovnija)
- Lavoslav Došen, pukovnik (Varaždinsko-križevačka graničarska pukovnija)
- Antun Jančarić, narednik (Varaždinsko-križevačka graničarska pukovnija)
- Andrija Kolarić (Varaždinsko-križevačka graničarska pukovnija)
- Stjepan Šašić, bojnik (Varaždinsko-križevačka graničarska pukovnija)

zastupnici vojnih komuniteta
- Gjuro Ružičić (Bjelovar)
- Antun Kotas, potpukovnik (Brod)
- Jovan Steković (Brod)
- Ivan Halagić, potpukovnik (Glina)
- Petar Simić, pukovnik (Gospić)
- Anton Antonović (Gradiška)
- Ivan Knežević, bojnik (Kostajnica)
- Stjepan Muzler (Nova Gradiška)
- Anton Antonović (Nova Gradiška)
- Stanislav Kostrenčić (Ogulin)
- Adam Jovanović, satnik (Otočac)
- Gavro Dizdar (Petrinja)
- Ljudevit Radecki (Petrinja)
- Josip Turković, bojnik (Vinkovci)

## Također pogledajte
- Hrvatsko-ugarska nagodba
- Hrvatsko državno pravo
- Hrvatski sabor 1861.
- Hrvatski sabor 1848.